# ضاحية رامانتبورم
رامانتبورم رمزها «RA» (بالإنجليزية: Ramanathapuram)‏ ، هو تقسيم إداري لدولة الهند تتبع ولاية تاميل نادو (بالإنجليزية: Tamil  Nadu)‏ ، مركزها هو مدينة رامانتبورم (بالإنجليزية: Ramanathapuram)‏ عدد سكانها حسب تعداد سنة 2001 هو 1,183,321 ، مساحتها 4,123 كم² وكثافة السكان 287 لكل كم² .